# Huyện Parbattya Chattagram
Parbattya Chattagram là một huyện thuộc division Chittagong, Bangladesh. Huyện này có diện tích 6116 km², dân số năm 2002 là 507180 người, mật độ dân số là 83 người/km².